# Lac des Trois Milles
Le Lac des Trois Milles est un lac situé près de village de Sainte-Cécile-de-Whitton en Estrie. La décharge du lac rejoint la rivière Madison, un affluent de la Rivière Chaudière et un sous-affluent du Fleuve Saint-Laurent.

## Géographie
Sa superficie est de 1,1 km2 son altitude de 479 mètres et sa profondeur maximum est de 3 mètres. Les espèces de poissons sont truite mouchetée, achigan.

## Tourisme
Situé près de la Route des Sommets, dans un environnement ou nature et montagne sont omniprésentes, la région est idéale pour la randonnée, le camping, et les activités de plein air.